# Ștefan Vlădoiu
Ștefan Marinel Vlădoiu (sinh ngày 28 tháng 12 năm 1998) là một cầu thủ bóng đá người România thi đấu cho Sportul Snagov theo dạng cho mượn từ Universitatea Craiova ở vị trí hậu vệ.